# Računarski podržano učenje
Računarski podržano učenje (engl. CSCL - Computer Supported Collaborative Learning) je paradigma u kojoj se istražuje upotreba informaciono komunikacionih tehnologija, kao sredstava posredovanja u primeni različitih metoda u nastavi (npr. učenje od vršnjaka, simulacije i igre, projekti i problemsko učenje).
Računarski podržano učenje se razvilo u učenje putem računara, koje se bazira na mrežama i podržava rad u grupi u cilju rešavanja zajedničkog zadatka i omogućava da interfejs bude dostupan svima grupi u okviru koje se radi (Computer supported collaborative work (CSCW)) i kolaborativno učenje.
Računarski podržano učenje je veoma pogodno za ostvarivanje interakcije između čoveka koji uči i računara, kako bi se unapredila postojeća tehnologija učenja i nastavna učila. Takođe se postiže dinamika i veće angažovanje čula u sticanju novih znanja, praćenje napredovanja i bolje vrednovanje naučenog.